# غنام محمد
غنام محمد (انگلیسی: Ghanam Mohamed؛ زادهٔ ۱۲ مارس ۱۹۹۷) بازیکن فوتبال اهل مصر است که در حال حاضر برای باشگاه فوتبال مدرن فیوچر بازی می‌کند.
وی همچنین در تیم‌های ملی فوتبال زیر ۲۳ سال مصر بازی کرده است.